# Allama Iqbal International Airport

i8
i11
i13
Der Flughafen Lahore (englisch Allama Iqbal International Airport, Urdu علامہ اقبال بین الاقوامی ہوائی اڈا, IATA-Code: LHE, ICAO-Code: OPLA) ist der drittgrößte Flughafen Pakistans.

## Lage und Anfahrt
Der Flughafen liegt in der Nähe der Stadt Lahore.
Mit dem Pkw ist der Flughafen unter anderem über die Barki-Road zu erreichen.

### Navigationshilfen
Der Tower (TWR) sendet und empfängt auf der Frequenz: 118.1 MHz.
Der Flughafen verfügt über verschiedene Navigationshilfen. Das ungerichtete Funkfeuer (NDB) sendet auf der Frequenz: 268 kHz mit der Kennung: LA.
Das Drehfunkfeuer (VOR) sendet auf Frequenz: 112,7 MHz mit der Kennung: LA.
Ein Distance Measuring Equipment (DME) ist vorhanden.

## Zwischenfälle
- Am 6. April 1962 kam es auf einem Frachtflug der Kuwait Airways bei einer Avro York C.1 aufgrund einer Fehlfunktion des Fahrwerks zu einer Bruchlandung auf dem Flughafen Lahore. Die Maschine (Luftfahrzeugkennzeichen OD-ACN) war von Trans Mediterranean Airways (TMA) gemietet. Alle drei Besatzungsmitglieder überlebten; das Flugzeug war schrottreif.[2]

- Am 31. August 2012 geriet eine ATR 42-500 der Pakistan International Airlines (AP-BHJ) auf dem Flughafen Lahore bei der Landung von der Landebahn ab. Das rechte Hauptfahrwerk brach zusammen, die Maschine kam auf der rechten Seite liegend zum Stillstand. Alle 46 Insassen, vier Besatzungsmitglieder und 42 Passagiere, überlebten den Unfall. Das Flugzeug wurde irreparabel beschädigt.[3]